# 电台司令
電台司令（英語：Radiohead；亦譯作收音機頭）是一支来自英國牛津郡阿賓頓的另類搖滾樂團，组建于1985年。樂團由湯姆·約克（主唱、吉他、鋼琴），強尼·格林伍德（主奏吉他、鍵盤、其他樂器），艾德·歐布萊恩（吉他、合聲），科林·格林伍德（貝斯），與菲利普·塞爾韋（鼓、打擊樂器）組成。
1992年，電台司令發行了他們的首張單曲《Creep》，雖然最初發行時成績不佳，但在發行了首張專輯《親愛的派伯諾》之后的几个月，“Creep”迅速成為了國際範圍內的火熱單曲。1995年發行了第二張專輯《善变》之后，乐队在英国的人气迅速上升。于1997年发行的第三張專輯《OK电脑》為他們帶來了很高的國際聲譽。專輯中汤姆·约克極具特點的遼闊歌聲和有关社會疏離的題材使本專輯被譽為1990年代的里程碑唱片。
《一号复制人》（2000年）與《失忆》（2001年）兩張專輯記錄了電台司令樂風的轉變。两张专辑的曲风都转向了實驗性的電子音樂，并明显受到了酸菜摇滚與爵士乐的影响。儘管《一号复制人》在發售初期頗受媒體爭議，但現在已經成為公認的21世紀百佳專輯之一。在此之后，电台司令发行了《鹊贼篇》（2003年）。这是一張融合了電子以及吉他鋼琴混合演奏的搖滾專輯，而歌詞的靈感來自戰爭。此亦为他們與EMI的最後一次合作。4年後電台司令獨立發行了他們的第七張專輯《在彩虹中》（2007年），發售初期，電台司令創造性的通过在線下載，且由消費者定價（可以無需付費）的方式發行，之後才出版了實體唱片，而此舉也為電台司令获得了乐评以及听众的双重好评。2011年的第八张专辑《肢解树王》是一次对音乐节拍上的探索，并且专辑的整体框架较上张专辑来说也更加平和。此亦为乐队第二张独立发行的专辑。第九張專輯《月池》於2016年推出，強尼·格林伍德與倫敦當代管弦樂團的合作為專輯帶來了與以前不同的溫暖曲風。
電台司令在世界范围内已經賣出超過3000萬張专辑，并且經常出現在90年代与2000年代的聽眾票選與樂評推荐名單中。2005年，電台司令在《滾石雜誌》的「史上最偉大艺术家」票选中排名第73名。同時，強尼·格林伍德（排名第48位）、艾德·歐布萊恩各自入選了「史上最偉大的吉他手」列表，湯姆·約克亦入選了「史上最偉大的歌手」列表（排名第66位）。2009年，樂隊在《滾石》2000年代‘最棒藝術家讀者票选’中名列第二位。
2019年，電台司令入選搖滾名人堂。

## 歷史

### 樂隊初期 (1985–1991)
電台司令的成員在牛津郡阿賓頓的一所男子寄宿學校阿賓頓學校就讀時結識。湯姆·約克和科林·格林伍德同年，艾德·歐布萊恩和菲利普·塞爾韋比約克高一年，而強尼·格林伍德則比約克低二個年級。1985年，他們組了一個樂團「在星期五」（On a Friday），團名源自他們平常在學校音樂教室的排練時間。樂團的首次演出在1986年末於牛津的耶利哥小酒館舉行；強尼·格林伍德原是團中的鍵盤手，但很快的改任主奏吉他手。
儘管約克、歐布萊恩、塞爾韋和科林·格林伍德在1987年因就讀大學而離開阿賓頓，樂團仍偶而於週末和假日進行排練。1991年，除強尼外的所有團員都拿到學士學位後，On a Friday重新组合，開始錄製樣本唱片，如Manic Hedgehog等，並於牛津巡迴現場演出。1980年代末期的牛津郡和泰晤士谷都有著活躍的獨立音樂背景，但多聚焦於騎乘樂團（Ride）、緩慢下潛樂團（Slowdive）等瞪鞋（Shoegaze)樂團，On a Friday被認為不合潮流，他們也承认重新出道后没能赶上潮流。
儘管如此，On a Friday的現場表演數量增加後，還是開始引起了唱片廠牌與製作人的注意。緩慢下潛樂團的製作人克里斯·哈福得（Chris Hufford），同時也是牛津的天井工作室的共有人，出席了一場On a Friday在耶利哥小酒館的早場演唱會，留下了深刻的印象。於是他與他的夥伴布赖斯·埃奇（Bryce Edge）為乐队製作了一張樣帶，並成了他们的經理人，一直持续至今。一次，乐团在科林·格林伍德工作的唱片店里，偶遇格林伍德和EMI的A&R代表基思·沃曾克罗夫特，此後樂團在1991年末与EMI签了合同，錄製6張專輯。樂團接納EMI的建議，改名為電台司令。這個名字源於傳聲頭像樂隊專輯《True Stories》中的一首歌曲。

### 初試啼聲：《親愛的派伯諾》與《善變》（1992年–1995年）
電台司令的首張EP《Drill》在1992年3月發行，由哈福德和埃奇在Courtyard Studios所製作。但銷售成績並不好，所以樂隊僱用了保罗·科尔德里和肖恩·斯莱德（兩位曾和小妖精乐队和恐龙二世共事過），共同製作樂隊的首張專輯《Pablo Honey》。這張專輯花了三週的時間，在Oxford studio於1992年後半製作。乐队因為於1992年後半所發行的單曲《Creep》，開始受到英國音樂界的注意，但媒体的评价並不全是讚揚之聲。《NME》雜誌評論他們「對搖滾樂隊潔白無垢的一個藉口（a lily livered excuse for a rock band）」，而這首《Creep》因為「太過消極」而無法在BBC第一台播放。
1993年2月，在《Pablo Honey》發行不久後，电台司令釋出另一首單曲《Anyone Can Play Guitar》，但在商業上並沒有很成功，首張專輯《Pablo Honey》在英國排行榜只爬上了22名。並且被樂評視為樂隊生涯最弱的一張專輯。非專輯收錄的單曲《Pop is Dead》和另一支有收錄於專輯內的單曲《Stop Whispering》，在商業成就上同樣的也成績不佳。
然而，《Creep》在以色列大受欢迎，电台司令也受邀前往特拉维夫参加表演，成为他们首次海外演出。与此同时，这首歌在美国大學電台播送后，《Creep》在美國意外走红，因此電台司令決定在1993年上半年在美國展開巡迴，《Creep》也在MTV台強力放送，這首單曲在公告牌现代摇滚榜排行榜中爬升至第2名，1993年後半以再發行的版本在英國排行榜上獲得了第7名的成績。以《Pablo Honey》專輯歌曲為主的巡迴演出一直持續到了第二年，樂隊差點因為突如起來的成功所造成的壓力而崩潰。《Pablo Honey》持續在國際上展露頭角，而《Creep》也成為樂隊最成功的單曲。但因為巡迴演出過多而造成的痛苦經驗，樂隊在後來表示他們「仍然在演唱同一首他們兩年前所錄製的歌曲...那簡直像是被停滯在扭曲的時間裡（still playing the same songs that we'd recorded two years previously...it was almost like being held in a time warp）」。
在美國巡迴結束後，樂隊開始製作他們的第二張專輯，他們僱用了艾比路錄音室的製作人John Leckie。《Creep》所帶來的成功讓樂迷對他們接下來的作品有著很高的期待，但巨大的壓力也讓樂隊因此被壓得快喘不過氣。根據Leckie所言「专辑里不能夠只有 『Sulk'、 『The Bends'、『Nice Dream'或是『Just'，我們還得創造出絕對能吸引樂迷們注意力、讓他們驚嘆、能感到立即震撼、登上排行榜第1的東西。所有的人吵著說『這還不夠好！』我們太過努力了。」
樂隊做了一些改變，將巡迴改至澳大利亚及遠東地區，希望能減少過大的壓力。然而，他們面對一次一次的走紅，湯姆·約克對於「五光十射、充滿性感、厚臉皮以及MTV式速食流行文化的生活方式」感到難受，他覺得自己的靈魂被出賣了。1994年發行的《My Iron Lung》，就是樂隊對对于当下境况的反應，他們也企圖讓第二張專輯變得更有深度些。這些歌曲在一些地下電台播送，因著死忠樂迷的支持，歌曲賣得比期望來得好。在巡迴中樂隊也製作了一些歌曲，他們在1994年後半於完成了第2張專輯，並且在1995年5月發行。
當英式搖滾（Britpop）開始得到傳媒的注意時，電台司令卻被視為一個「圈外人」，但他們最終還是因為「The Bends」成功贏得了家鄉地區的歡迎。樂隊以三把吉他即興的密集演奏為這張專輯帶來了飄渺虛無的感覺，鍵盤的處理也較首發專輯來得更好。 單曲《Fake Plastic Trees》、《Just》和《High and Dry》，藉著Thom Yorke傳神的假聲唱腔，在榜單上的成績出色。回到1998年，强尼·格林伍德曾說「我想對我們來說，轉捩點是在The Bends發售後的9到12個月後，那時這張專輯才漸漸變成了許多人的年度最佳專輯。而也在那時，我們才覺得，我們組了樂團這件事是個正確的選擇。」直到最後的單曲《Street Spirit (Fade Out)》發售前，這張專輯都還未得到很大的成功。他們在英國金榜上爬升至第5名，那是他們在那時最好的成績。
1995年夏天，電台司令為R.E.M.的巡迴做支援演出，一個影響他們非常深且是當代世界上最重要的搖滾樂隊之一。介紹他們的開場時，麥可·史戴普說「電台司令真的很棒，他們嚇到我了。」一個知名樂迷的讚賞，加上《Just》和《Street Spirit》的两支音樂錄影帶，使電台司令在英国之外的名聲變得更加響亮。
鼓手菲利普·塞爾韋說：「當The Bends推出後，所有人都在說此張專輯有多麼的非商業化，但12個月後卻變成了流行經典。唱片公司在擔心這張專輯連一首單曲也出不了-但這張專輯最後卻出現了5首榜內30名的單曲！」。然而此張專輯及眾多單曲即使好评如潮，所獲得的商業成就都沒有Creep那樣的成功。

### 站在流行的巔峰：《OK電腦》 (1996–1998)
在1996年初到七月的這段時間，Radiohead在Nigel Godrich的幫助下在他們平時排練用的錄音棚Canned Applause用最新的錄音設備錄製了4首新曲。有了《The Bends》的經驗，他們決定在完成專輯錄音前先看一下新作品在現場表演的效果。七八月份在Canned Applause錄製的4首歌完成之後，他們嘗試了在巡迴演出上的演出，之後在沒有任何壓力的情況下樂隊在聖凱瑟琳大法院（聖凱瑟琳屬於演員Jane Seymour）完成了專輯的全部錄音。
《OK电脑》於1997年6月6日發行，隨後得到了比《The Bends》更為熱烈的歡呼。在許多的「最佳專輯」排行榜上，無論是過去和現在都仍可找到此專輯的身影。乐队在专辑中融入了氛围音乐和噪音音乐风格，創作的一系列具有實驗精神的音樂被普遍認為帶給20世紀晚期的搖滾音樂一個高峰期。這張專輯同時得到了格萊梅頒發的最佳另類專輯獎並隨後開始了樂隊聲勢浩大的「對抗魔鬼世界巡迴」。Grant Gee,這位為專輯內的《No Surprises》拍攝音樂錄影帶的導演，跟隨著樂隊的巡迴演唱會並拍攝了一部天馬行空的紀錄片《Meeting People Is Easy》。這部紀錄片記錄了樂隊從巡迴的第一站到1998年中完成的最後一站的經歷。
期間樂隊發表了兩張EP，分別為《No Surprises/Running From Demons》（1997）和《Airbag/How Am I Driving?》（1998），這兩張的區別只有幾首歌。但是第二張更為值得注意，其中有幾首歌可以很好的描述樂隊從OK Computer的前進另類搖滾向他們之後更具試驗性作品的過渡過程。
《OK Computer》和The Verve的專輯《Urban Hymns》被認為對於已經垂死的英倫搖滾起了重要的推動作用，雖然事實是這兩張專輯其實早已脫離了英倫搖滾的風格。儘管如此，《OK Computer》還是被很多人認為是一張偉大的搖滾專輯並且一直有著很好的銷量。這張專輯也幫助Radiohead成為了超級巨星並躋身為20世紀90年代最偉大的搖滾樂團行列，同處其中的還有像R.E.M.和U2這些標誌性的樂隊。

### 实验性初现：《1號複製人》與《失憶》 (1999–2001)
由於名氣的紛擾加上長期巡演帶給樂隊成員瀕臨崩潰的疲勞，樂隊在之後一年的活動相對安靜了許多。Thom Yorke在之後的採訪中承認巡迴演出之後樂隊幾乎到了分裂的邊緣，而他自己也經歷了一段意志消沉的日子。Colin Greenwood也說：「那種情況有一點像我們走進了一條死路，真的讓人覺得灰心。」這一年樂隊只在巴黎舉行的國際大赦演唱會上露過面（1998年11月10日）。Thom和Jonny也在阿姆斯特丹舉行的西藏獨立演唱會上登台並第一次表演了新作《Pyramid Song》。
樂隊仍然在繼續新的嘗試，但是相比之前樂隊的合作變得混亂而無序。Thom說：「我想那是我們第一次對我們正要做的和將要做的毫無線索。我們這樣子持續了有一年，只是無所事事的閒逛，試一些新東西，聽聽我們之前的東西，之後大概過了18個月，事情變得有頭緒起來。」然後，在O'Brien於1999年中期與BBC合作完成電視作品《Eureka Street》的配樂之後。樂隊開始進入錄音室錄音。當時的作品為數可觀，大概有40首新歌，他們挑了其中的30首作為後來的兩張專輯。
Radiohead並不想繼續OK Computer的音樂脈絡，他們選擇了比之前更為雄心勃勃的，準備做一張具有試驗性的電子音樂專輯。儘量最小程度的運用吉他，更用心的作詞乃至最小程度的重複他們早期的風格。Yorke的解釋是樂隊希望「變得更具實驗性並且找到新的角度，忘掉過去的東西。我們嘗試對待整張專輯就如一首作品，讓這張專輯發展出自己的形式，而不是去定義一個形式強加給它，它幹得不錯。這是一條相對於我們之前完全不同的創作，更為自由解放。」
第四张专辑《Kid A》發行於2000年10月，樂隊提到了Alice Coltrane, Charles Mingus和Paul Lansky作為其影響，還有整個Warp Records的背後目錄。乐评人将专辑比喻成Pink Floyd和Aphex Twin的混合体。《Kid A》像前任一樣得到了葛萊美的另類搖滾專輯獎，这也使樂隊的名氣與日俱增。這張專輯被批評為一張不受廣播電台歡迎的唱片，儘管大部分歌迷認為這是一張傑作。但是专辑在后人严重也被認為是樂隊所作的最好且是最有成就的一張。
第二年7月發行的《Amnesiac》包含有於《Kid A》同時間錄製的更進一步的作品。被樂隊成為是同一支作品的兩種特別的排序，兩張作品的風格背景相似，以兩首不同版本的《Morning Bell》作為連接。
唱片發行之後，樂隊在牛津的南方公園舉辦了自己的小型音樂節。參加的有Beck，Sigur Rós，Supergrass，Humphrey Lyttelton（在《Amnesiac》專輯的最後一首歌《Life in a Glass House》中演奏小號），以及电台司令自己。最初樂隊計劃發行《I Might Be Wrong》作為他們繼《Pyramid Song》和《Knives Out》後的最新單曲，但是不久之後這個計劃發展成為一張羽毛豐滿的現場專輯。在2001年秋天，樂隊發行了他們的第一張現場專輯：《I Might Be Wrong: Live Recordings》，收錄了他們在柏林，巴黎，倫敦以及其他幾場演唱會中的演出，同時這張專輯也收錄了一首從未發行的作品《True Love Waits》。

### 《鵲賊篇》與其他計畫 (2002–2004)
樂隊之後新專輯Hail to the Thief的錄製過程與他們之前的三張錄音室專輯截然不同。唯一可以做一比較的是樂隊當時錄製the Bends的過程，不像之前的在錄音室裡呆上幾個月。樂隊成員們選擇在他們2002年7月到2002年8月在去葡萄牙和西班牙的途中選材並錄製。隨著巡演過程中作品不斷的浮現和完成，樂隊最後用了兩個星期在洛杉磯的一間錄音室完成了這張專輯。在2003年樂隊發行了第六張專輯，這一張並不如之前兩張那樣具有明目張膽的實驗性但是仍然與樂隊初期吉他為主的作品有明顯差別。這張專輯受到了兩派樂評人和樂迷的公認並且在銷量上超過了之前的兩張專輯。
從那時之後，Radiohead開始了一次大型的國際巡演，歷時約一年。樂隊在1997年/1998年的Ok Computer之後再一次來到了澳大利亞和日本。很多澳大利亞的歌迷對樂隊由於Yorke的嗓子問題而在最後幾個小時取消了原定的最後一場演出感到十分傷心。Radiohead由於在Glastonbury 2003星期六的主舞台(Pyramid)吸引了大批歌迷而登上了頭條。同年，Jonny在哥哥Colin的幫助下錄製了的前衛紀錄片Bodysong的電影原聲。
在發行專輯Hail to the Thief差不多一年後，Radiohead在2004年澳洲和日本的巡演途中發行了新的EPCOM LAG (2plus2isfive)。這張EP比Radiohead之前的EP要長一些，有十首作品。其中包括了現場錄音，重新混音，以及專輯Hail to the Thief中作品的不同版本，兼顧了民謠性和電子性。2004年中，樂隊最後在眾人的歡呼下在Coachella Festival以Hail to the Thief完成了巡演。
在冗長的巡迴演出之後，樂隊成員在2004年剩下的時間裡投身於個人作品的製作與其他藝術家的合作中。樂隊只是發行了DVDThe Most Gigantic Lying Mouth Of All Time讓人們相信他們還是一個整體。Jonny Greenwood和Phil Selway 在下一部哈利波特電影HP與烈火之杯有一個客串演出的角色。Jonny開始作為BBC的作曲家負責製作古典小段。他和Thom加入了Band Aid 20計劃，分別演奏吉他和鋼琴，並同無數的著名藝術家合作。

### 獨立革命：《彩虹裡》 (2005–2007)
在聚光燈下消失了一年後Radiohead又聚在一起並開始了下一個創作期。在五月12號大型的線上社團Green Plastic報導Radiohead現在正在製作15首新歌，當時已經完成了2首並且「相當出色」。最初樂隊在一月開始聚到一起，Thom給大家聽了很多他的新作，根據Green Plastic的說法，「他們的興致很高並且很高興能在一起創作。」雖然沒有聽過這些歌，樂隊的其他成員還是很快的加入並開始創作自己的部分。整個錄製過程被形容為「毫無組織的」並且與以往那種在錄音室工作幾個月或在巡演中完善作品的方式極為不同。
在2005年六月Thom York告訴NME，新專輯的製作讓他想起了當時製作Kid A （页面存档备份，存于）的時候。他說製作初期樂隊的工作方式作了些改變，這使他想起了樂隊第三張和第四張專輯之間的改變。他在採訪中說：「現在進行得不錯，聽起來可能有點像Kid A-我們在經歷一個變化期。但是還不錯，我們會成功的。專輯裡可以拿出來吹捧的包括House Of Cards，Last Flowers Till The Hospital，Arpeggi還有或許會很適合舞台氣氛的Big Ideas (Don't Get Any)。」
2007年10月10日，Radiohead的第七張錄音室專輯《彩虹裡》（In Rainbows）發行。這張專輯完全在網絡上發行，不跟任何廠牌簽約，不打廣告，完全自力發行，並允許歌迷自主選擇下載的價錢，你甚至可以一分錢不花就聽到這張專輯。這無疑是對唱片行業傳統運營模式的巨大挑戰。對於這張專輯的銷售模式，已在世界各地引發了熱烈的探討，甚至有經濟學家稱之為一個"現象"，並予以嚴肅的研究。
12月31日，Radiohead 07年風光無限的新專輯《In Rainbows》的實體唱片終於通過XL Recordings正式發行。在本週的英國流行音樂專輯榜中，這張《In Rainbows》毫無懸念的獲得了冠軍，成為Radiohead在英國專輯榜中的第五張冠軍專輯。據悉，《In Rainbows》中的單曲《Jigsaw Falling Into Place》也將於1月14日在英國正式發行。Radiohead此前的四張冠軍專輯分別是1997年的《OK Computer》、2000年的《Kid A》、2001年的《Amnesiac》以及2003年的《Hail to the Thief》。2011年2月14日、電台司令在其官方宣布將發行第八張專輯『The King Of Limbs』，並與同年發行，此張專輯也入圍了葛萊美獎最佳另類專輯。

### 《肢解樹王》（2009-2012）
隨著社交媒體的興起，Radiohead逐漸減少在公開場合露面，亦沒有參加宣傳採訪或巡迴表演來宣傳新專輯。Pitchfork指出這時候Radiohead已經像Beyoncé和Kanye West一樣，不需要通過傳統的宣傳來獲得知名度。
2009年5月Radiohead在Godrich開始錄製新專輯。同年8月他們推出了單曲Harry Patch (In Memory Of)，致敬一戰中最後一位仍然在生的英兵Harry Patch，並將收入捐給British Legion. 這首歌並沒有運用任何傳統搖滾樂器，只是把Yorke的聲線以及Johnny Greenwood的弦樂結合而成。另一首新歌These Are My Twisted Words亦於8月於網上流出。這首歌以德國搖滾風的鼓聲及吉他為特點，並於洩露一個星期後在Radiohead的官方網站供人免費下載，因此這首歌有可能是Radiohead故意於網上洩露。評論家認為所有這些舉措都屬於Radiohead最新的專輯推出策略，以難以捉摸的推出安排代替了傳統的唱片推廣手段。
2010年1月，Radiohead在洛杉磯的Henry Fonda Theater為樂施會舉辦了當年唯一一場演唱會。門票以拍賣的方式售出，最終為2010年的海地地震救災行動籌得超過500，000美元的捐款。同年12月，一段歌迷自製的關於這次慈善演唱會的影片Radiohead for Haiti於Youtube發布而且獲得了Radiohead的支持，影片亦附上了為樂施會捐款的鏈接。有人認為這段影片象徵了樂隊對歌迷的開放態度以及對互聯網上非商業性質地發布歌曲的支持。
2011年1月，Radiohead完成了他們第八張專輯《肢解樹王》的錄製工作。O'Brian認為節奏是這張專輯的靈魂所在。這張專輯於情人節正式公佈並於2月18日在Radiohead的網站上提供下載。隨後實體及黑膠唱片亦在3月份發售。5月份樂隊亦為專輯推出了一個特別版本。據估計專輯的下載版售出了大約300,000到400,000份，實體版則打入了Billboard 200的第六位以及UK Albums Chart的第七位。專輯獲得了第五十四屆葛萊美獎的五項提名：最佳另類專輯，最佳特別版，最佳音樂短片(Lotus Flower)，最佳搖滾表演(Lotus Flower)以及最佳搖滾歌曲(Lotus Flower)。兩首同期錄製但沒有納入專輯的作品Supercollider和The Butcher於4月16日Record Store Day以單曲形式推出。由不同藝人重新混音的《肢解樹王》於同年的9月推出。
為了表演《肢解樹王》中節奏複雜的歌曲，Radiohead招攬Clive Deamer作為第二位鼓手。Clive Deamer亦曾經與Portishead和Get the Blessing合作。Selway如此描述他們的合作是「一個人負責以傳統形式表演，另一個人則負責模仿鼓機。兩個人的互動就像幼童相互嬉戲一樣，非常有趣」。Radiohead錄製了第二個地下室（From the Basement )版本，並以The King of Limbs: Live from the Basement 的名義於網上發布。這次表演有在BBC播出，並被錄製成DVD及藍光唱片於2012年推出。表演中的兩首新歌The Daily Mail和Staircase在隨後的12月19日發布下載。Deamer參與了Radiohead之後的巡迴演出。
Radiohead在2011年的Glastonbury音樂節驚喜登場，並首次於觀眾面前表演《肢解樹王》中的歌曲。九月份他們在紐約舉行了兩場演唱會並出現在電視特輯上。2012年2月樂隊開始了四年來首個北美巡迴演出，地點包括了美國，加拿大以及墨西哥。演出過程中Radiohead在Jack White的Third Man Records studio進行了一天的錄製工作，但最後決定放棄當天的作品。2012年6月，北美巡迴演唱會的最後一場在多倫多舉行。演唱會前一小時，會場臨時舞台的屋頂倒塌，導致一位樂團工作人員死亡及三人受傷。意外亦破壞了樂隊的燈光效果以及許多樂器。最終該唱演唱會被取消，Radiohead的歐洲巡迴演出亦因此延期。重新安排行程後，Radiohead在7月份於法國尼姆舉行的演唱會中為不幸去世的Scott Johnson及受傷的工作人員致敬。Yorke後來指在意外發生後完成整個巡迴演出是他個人「迄今為止最大的成就」。

### 《月亮之池》和 《OKNOTOK》 (2014-2017)
Radiohead於2014年9月開始創作他們的第9張錄音室專輯。2015年，他們在法國Saint-Rémy-de-Provence附近的La Fabrique工作室恢復工作。這些會議受到Goodrich父親的去世和Yorke與他的妻子瑞秋·歐文（Rachel Owen）的分離的傷害，後者於2016年因癌症去世。當Radiohead受委託為2015年James Bond電影Spectre編寫主題時，工作中斷；在他們的歌曲“Spectre”被拒絕之後，Radiohead於2015年聖誕節在音頻流媒體網站SoundCloud上發布了該主題。
Radiohead的第九張錄音室專輯《A Moon Shaped Pool》於2016年5月在Radiohead的網站和在線音樂商店上發行，隨後於6月通過XL Recordings發行了零售版。並通過音樂錄影帶宣傳了單曲《Burn the Witch》和《Daydreaming》，後者由安德森導演。 專輯包括幾年前寫的幾首歌，包括“True Love Waits”，以及倫敦當代樂團演奏的弦樂和合唱。這是Radiohead的第六張英國排名第一的專輯，並在美國排名第三。這是Radiohead第五次獲得the Mercury Prize提名，使Radiohead成為該獎項歷史上入圍最多的行為，並在第59屆最佳另類音樂專輯和Best Rock Song（《Burn the Witch》）中獲提名。
Radiohead在2016年月亮之池巡迴演唱會上演出。在2016年，2017年和2018年，Radiohead到歐洲，日本以及北美和南美進行了巡迴演出，包括在Coachella和Glastonbury音樂節上的頭條新聞。巡迴演出包括2017年7月在特拉維夫舉行的一場演出，無視針對以色列的國際文化抵制的抵制，撤資和製裁運動。 演出受到音樂家羅傑·沃特斯（Roger Waters）和電影製片人肯·洛奇（Ken Loach）等藝術家的批評，並請50多位著名人物簽署請願書，要求Radiohead取消演出。Yorke在一份聲明中回應說：“在一個國家玩遊戲與支持政府不同。音樂，藝術和學術界的目的是跨越國界而不是建立邊界，開放的思想而不是封閉的思想，關於共同的人性，對話和表達自由的思想。”
2017年6月，Radiohead發行了OK Computer發行20週年，《OKNOTOK 1997 2017》，其中包括專輯的翻版版本，B面以及之前未發行的三首歌：“ I Promise”，“ Man of War”和“ Lift”  。Radiohead 用音樂錄影帶宣傳了這三個新曲目的改版。OKNOTOK在英國專輯排行榜上排名第二，這是由於Radiohead在那週通過電視轉播的Glastonbury表演而獲得的，在美國Billboard 200上排名第23。 約克和喬尼·格林伍德（Jonny Greenwood）在2016年8月意大利中部地震後於2017年8月在意大利勒馬爾凱舉行了一場公益音樂會。9月，自然紀錄片系列《藍色星球II》首映，由作曲家漢斯·齊默（Hans Zimmer）創作，發行了新版的肢解樹王曲目《Bloom》。

### 獨立發展和 《KID A MNESIA》 （2017-現在）
2017 年，塞爾韋發行了他的第三部個人作品，即電影《Let Me Go》的原聲帶。強尼·格林伍德為林恩·拉姆齊的第二部電影《You Were Never Really Here》(2018)配樂，並因其與安德森的第五次合作《幻影線》(2017)獲得奧斯卡最佳原創音樂獎提名。Yorke發行了他的第一部故事片原聲帶 Suspiria(2018)和他的第三張個人專輯Anima(2019)，由安德森導演的一部短片支持。  O'Brien 於 2020 年發行了他的首張個人專輯《Earth》。他多年來一直在寫歌，但覺得它們有一種“獨特的能量”，而Radiohead會失去這種能量。
Radiohead於2017年獲得搖滾名人堂提名，這是他們獲得資格的第一年。他們於2018年再次獲得提名，並於次年3月入選。2019年6月，Radiohead 在OK Computer時期錄製的數小時錄音在網上洩露。作為回應，Radiohead將這些錄音以MiniDisc的形式在線購買，所有收益都捐給了環保組織Extinction Rebellion。
12 月，Radiohead在YouTube上免費提供他們的唱片。2020年1月19日，他們推出了Radiohead Public Library，這是他們作品的在線檔案，包括音樂視頻、現場表演、藝術作品、時事通訊、他們網站的舊版本和1998年的紀錄片《Meeting People Is Easy》。Radiohead於 6 月 2 日星期二暫停了他們為Blackout Tuesday 提供的在線內容，以抗議種族主義和警察的暴行。
在2021年5月Glastonbury線上音樂節舉辦的直播活動中，約克和喬尼·格林伍德首次亮相了一個新樂隊，The Smile，與戈德里奇和鼓手湯姆斯金納合作。格林伍德說，該項目是他和約克在 COVID-19 封鎖期間合作的一種方式。《衛報》評論家亞歷克西斯·佩特里迪斯 (Alexis Petridis) 將 Smile 描述為“Radiohead 更骨架和更結實的版本”，具有非常规拍子、複雜的即興演奏和“硬驅動”的機動迷幻。
2021 年 11 月，Radiohead 發布了 Kid A Mnesia，這是一個週年紀念重新發行，收錄了Kid A，Amnesiac 和之前未發布的會議材料。Radiohead通過下載單曲和視頻宣傳重新發行以前未發行的曲目“If You Say the Word”和“Follow Me Around”。Kid A Mnesia展覽是一個與專輯中的音樂和藝術作品的互動體驗，計劃於11月在 PlayStation 5、macOS和Windows上發布。

## 專輯列表

### 錄音室專輯
（9張108首）

### EP
1. Drill (1992)
2. Itch (1993) - 日本/新西蘭 限定
3. My Iron Lung (1994) - 澳大利亞 CD
  - Live Au Forum (1995) - 法國 限定
  - The Bends Pinkpop (1996) - 荷蘭 EP
4. No Surprises/Running From Demons (1997) - 日本 限定
5. Airbag/How Am I Driving? (1998); #56 US (專輯排名) - 北美發行
6. Amnesiac College EP (2001) - 北美學院廣播
  - I Might Be Wrong: Live Recordings (2001年); #22 UK, #44 US (專輯排名)
7. COM LAG (2plus2isfive) (2004); #37 UK (專輯排名) - 日本發行

### 單曲
- "Anyone Can Play Guitar" (1993); #32 UK
- "Pop Is Dead" (1993); #42 UK
- "Creep" (1993); #7 UK, #34 US
- "Stop Whispering" (1993) *U.S. only
- "The Bends" (1996) *Ireland only
- "My Iron Lung" (1994); #24 UK
- "Planet Telex / High & Dry" (1995); #17 UK, #78 US
- "Fake Plastic Trees" (1995); #20 UK
- "Just" (1995); #19 UK
- "The Bends" (1996); (IE 限定)
- "Street Spirit (Fade Out)" (1996); #5 UK
- "Lucky" (1996); (法國廣告 限定)
- "Paranoid Android" (1997); #3 UK
- "Karma Police" (1997); #8 UK
- "No Surprises" (1998); #4 UK
- "The National Anthem" (2000) (廣告 限定)
- "Pyramid Song" (2001); #5 UK
- "Knives Out" (2001); #13 UK
- "I Might Be Wrong" (2001) (廣告 限定)
- "There there" (2003); #4 UK
- "Go to Sleep" (2003); #12 UK
- "2 + 2 = 5" (2003); #15 UK
- "Jigsaw Falling into Place" (2008)
- "Nude" (2008)
- "House of Cards/Bodysnatchers" (2008)
- "Reckoner" (2008)
- "Burn the Witch" (2016)

## 多媒體

### 錄影帶和DVD
- Live at the Astoria (1995) 錄像帶
- Seven Television Commercials (1997) 錄像帶/DVD
- Meeting People Is Easy (1999) 錄像帶/DVD
- 7 Television Commercials (August 5, 2003) DVD
- The Most Gigantic Lying Mouth Of All Time (December 1, 2004) DVD

### 書籍
- Radiohead: An Illustrated Biography by Nick Johnstone (1997),

介紹樂隊從組成至發行OK Computer歷史的畫報傳記。ISBN 0-7119-6581-1
- Radiohead: From a Great Height by Jonathan Hale (1999)
- Radiohead: Hysterical and Useless by Martin Clarke (2000)
- Exit Music: The Radiohead Story by Mac Randall (2000)
- Radiohead: Back to Save the Universe: The Stories Behind Every Song by James Doheny (2002)
- Radiohead: A Visual Documentary by Tim Footman and Billy Dancer (2002)
- The Music and Art of Radiohead edited by Joseph Tate (2005)

### Radiohead的歌曲的翻唱版本
- 澳大利亞音樂家Frank Bennett在1996年自己的專輯Five O'Clock Shadow中用非傳統的手法詮釋了Radiohead的作品Creep，演奏手法運用了Frank Sinatra風格。專輯為非商業，但是Frank Bennett的官方網站提供了他的作品下載mp3。
- 在1998年九月，美國爵士鋼琴家Brad Mehldau將他的版本的Radiohead的作品Exit Music (For a Film)收錄在他的專輯The Art Of The Trio, Vol. 3。在其2002年發行的專輯Largo中他演奏了Radiohead的Paranoid Android,這兩首作品均來自OK Computer。Anything Goes於2004年2月發行，其中收錄了Brad Mehldau重新演奏的RadioheadKid A裡的Everything in its Right Place。以上三張專輯均由華納兄弟發行。此外，他在2004年由Nonesuch發行的"Day Is Gone"中亦有收錄"Amnesiac"專輯中的"Knives Out"。
- 一支著名的絃樂四重奏樂團The Section發行了兩張專輯（由獨立廠牌Vitamin Records發行）翻唱Radiohead：2001年的 Strung Out On OK Computer, OK Computer的重奏版；2003年的 Enigmatic, 汲取於Kid A 和Amnesiac 以及The Bends的少量作品。
- 2003年古典鋼琴家Christopher O'Riley錄製了True Love Waits，這是一張重新編排了Radiohead各張專輯裡的部分作品作為鋼琴獨奏曲。由索尼唱片發行。Christopher O'Riley於2005年4月2日發行了第二張向Radiohead致敬的唱片Harmonia Mundi作為True Love Waits的後續作品，Hold me to this收錄了14首由鋼琴詮釋的Radiohead的作品。
- 在2003年的Download festival上，新潮搖滾樂隊黑暗（The Darkness）第一次表演了他們的重搖滾風格的Street spirit (fade out)。新的版本加快了原版本的速度，並且由嚴重失真的電吉他演奏。這首改編作品被Darkness的樂迷大力推崇，但是Radiohead的樂迷並不欣賞，他們認為這個版本嚴重背叛了原作脆弱的本質。

## 外部連結
- 官方网站
- 电台司令的Discogs页面 （英文）
- Radiohead在MusicBrainz上的頁面（英文）
- 中的“电台司令”
- Pulk-Pull （页面存档备份，存于）